# Parijs-Chauny 2024
De 74e editie van de wielerwedstrijd Parijs-Chauny vond plaats op 22 september 2024. De wedstrijd startte in Margny-lès-Compiègne en finishte 197,2 kilometer later in Chauny. De wedstrijd maakte deel uit van de UCI Europe Tour, met de categorie 1.1. De Fransman Arnaud Démare won na een sprint, voor zijn landgenoot Paul Penhoët en Milan Fretin uit België.

## Uitslag
| Plaats  | Naam                 | Ploeg                      | Tijd     |
| ------- | -------------------- | -------------------------- | -------- |
| Winnaar | Arnaud Démare        | Arkéa-B&B Hotels           | 4u16'09" |
| 2       | Paul Penhoët         | Groupama-FDJ               | z.t.     |
| 3       | Milan Fretin         | Cofidis                    | z.t.     |
| 4       | Hugo Hofstetter      | Israel Premier Tech Acad.  | z.t.     |
| 5       | Jason Tesson         | TotalEnergies              | z.t.     |
| 6       | Sente Sentjens       | Alpecin-Deceuninck         | z.t.     |
| 7       | Jérémy Lecroq        | St Michel-Mavic-Auber93    | z.t.     |
| 8       | Rory Townsend        | Q36.5                      | z.t.     |
| 9       | Sander De Pestel     | Decathlon AG2R La Mondiale | z.t.     |
| 10      | Luca Mozzato         | Arkéa-B&B Hotels           | z.t.     |
| 11      | Nicolò Parisini      | Q36.5                      | z.t.     |
| 12      | Alexis Renard        | Cofidis                    | z.t.     |
| 13      | Arjen Livyns         | Lotto Dstny                | z.t.     |
| 14      | Pierre Gautherat     | Decathlon AG2R La Mondiale | z.t.     |
| 15      | Madis Mihkels        | Intermarché-Wanty          | z.t.     |
| 16      | Luca De Meester      | Bingoal WB                 | z.t.     |
| 17      | Dillon Corkery       | St Michel-Mavic-Auber93    | z.t.     |
| 18      | Maël Guégan          | CIC U Nantes Atlantique    | z.t.     |
| 19      | Carl-Frederik Bévort | Uno-X Mobility             | z.t.     |
| 20      | Oliver Naesen        | Decathlon AG2R La Mondiale | z.t.     |